# Johannes van Kemenade
Johannes Gerardus van Kemenade (Gestel, 27 juni 1861 - Vught, 2 april 1924) was een Nederlandse burgemeester.

## Leven en werk
Johannes van Kemenade was een zoon van Hendrikus van Kemenade en Johanna Maria Asterberg. Van Kemenade was aanvankelijk onderwijzer. Hij was van 1890 tot 1906 hoofd van de lagere school in Gerwen. Deze school telde in 1899 21 leerlingen. In 1906 werd hij benoemd tot schoolhoofd in Lieshout. 
In 1911 werd hij benoemd tot burgemeester van de gemeente Nuenen, Gerwen en Nederwetten. Van Kemenade hield zich onder meer bezig met onderzoek naar de geschiedenis van de gemeente en streek. Hij begon in 1912 met een herordening van het gemeentearchief. Op de zolder van het gemeentehuis kwam toen onder andere de verloren gewaande uitgiftebrief van hertog Jan II van Brabant uit 1300 tevoorschijn.
Van Kemenade bleef burgemeester tot aan zijn eervol ontslag, om gezondheidsredenen, op 1 augustus 1921. Hij overleed in 1924 op 62-jarige leeftijd. In Nuenen werd de Van Kemenadelaan naar hem vernoemd.

## Privéleven
Van Kemenade trouwde op 17 mei 1890 in Gestel met Johanna Goverdina van Kemenade. Zij is overleden op 14 april 1936 in Vught. Uit dit huwelijk werden zes kinderen geboren, waaronder Frits van Kemenade.
- Virtual International Authority File: 95152501192310682748
- WorldCat: E39PBJhRKdPkXJC9wgFWW4GPwC